# Lisztharmatgombák

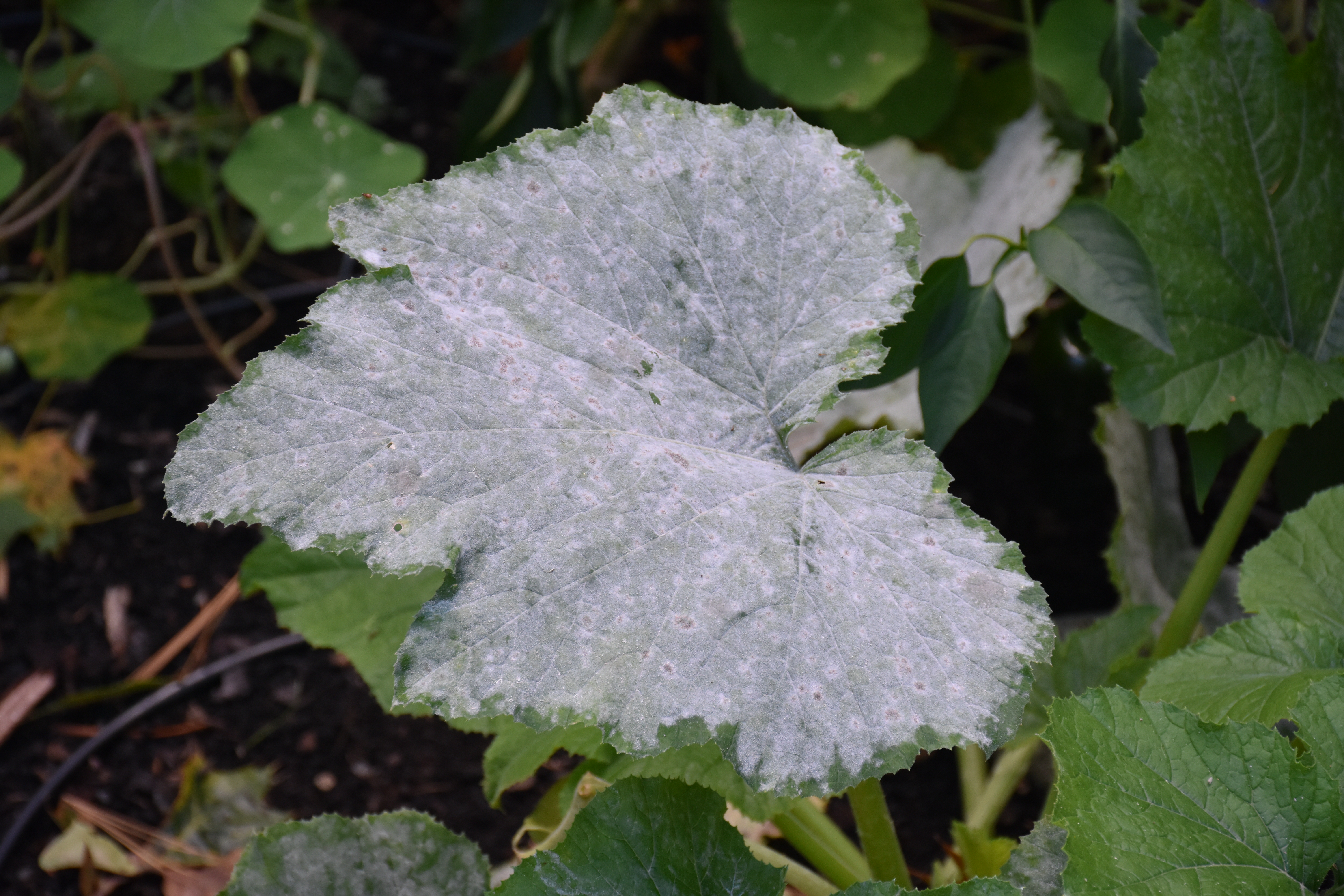
Lisztharmat gomba

A lisztharmatgombák a tömlősgombák törzsébe (Ascomycota) tartozó kórokozók, amelyek a növények lisztharmatbetegségéért felelősek. Gazdasági szempontból a legnagyobb károkat okozó növénykórokozók közé sorolhatók. Számos termesztésbe vont gabona-, zöldség-, gyümölcs- és dísznövényfajtát károsítanak. A csoportba körülbelül 900 faj tartozik, ezek közül több mint száz Magyarországon is előfordul.

## Életmód
A lisztharmatgombák mindegyike obligát biotróf szervezet, azaz csak élő növényi szöveteken (vagy egyesek szövetekben) képesek növekedni és szaporodni, élő gazdanövényre van szükségük a hosszabb távú életben maradáshoz. A biotróf táplálkozásra szolgáló módosult hifacsúcs, a hausztórium biztosítja a növényekből való tápanyagfelvételt a gomba számára. Többségüknél csak a hausztórium jut be a növényi epidermisz sejtjeibe, de egyes fajok benőnek a levelekbe, ekkor a hausztóriumok a mélyebben található növényi sejtrégekben találhatók. Az életmódjuk telintetében leginkább epifitonok ("fenn lakók", helyesebben: epiparaziták), kisebb részben endofitonok (helyesebben: endoparaziták). Ennek használatával elkerülhető az endofiton (endophytes, ang.) téves fogalom-használat!

## Védekezés
A gyakorlati növényvédelemben általában vegyszerekkel (fungicidekkel), agrotechnikai módszerekkel és ellenálló növényfajták nemesítésével igyekeznek a kórokozók elszaporodását meggátolni. Az integrált és ökológiai növényvédelemben ásványi eredetű anyagokkal (pl. szilikátok, paraffinolaj, nátrium-bikarbonát), növényi olajokkal (pl. narancsolaj), valamint más mikroorganizmusokkal, pl. a lisztharmatok természetes ellenségeivel is védekeznek ezen kórokozók ellen.

## Szaporodás, életciklus
A lisztharmatgombák többsége szexuális és aszexuális módon egyaránt képes szaporodni. Az aszexuális szaporodás konídiumokkal (exogén ivartalan szaporítóképletekkel) történik. A konídiumok hifákon található konídiumtartókon képződnek egyesével vagy láncokban. A képződés módja és a konídiumtartók, konídiumok alakja az egyes nagyobb lisztharmatgomba-csoportokra (nemzetségekre) jellemző tulajdonság. A gomba ily módon szaporodó formáját anamorf, vagyis ivartalan alaknak nevezzük. Mivel az anamorf alak számtalan konídiumot képez, főként ez a forma felelős a gazdanövények nagymértékű megfertőzéséért és a gyors terjedésért.
Több faj esetében megfigyelték az ún. mikrociklikus konídiogenezist. Ennek során a konídiumok a csírázás után minimális hifális növekedést követően közvetlenül hozzák létre a konídiumtartókat.
A szexuális szaporodás a tömlősgombákra általában jellemző módon történik: a női ivarszerv (aszkogónium) egy ún. trichogin t (párzófonalat) növeszt a hímivarszerv (anterídium) irányába, amin az utóbbi sejtmagjai eljuthatnak a női ivarszerv sejtmagjaihoz. A különböző párosodási típusú sejtmagok páronkénti elrendeződésével magpáros (dikariotikus) hifák alakulnak ki. Ezek és monokariotikus hifák alakítják ki a lisztharmatgombák termőtesteit, amelyeket kazmotéciumoknak nevezünk. Egyes dikariotikus hifákban (aszkogén sejtek) a két sejtmag összeolvad (azaz kariogámia zajlik le), majd számfelező osztódás (meiózis) játszódik le, amely haploid sejtmagokat eredményez. A magok tovább osztódhatnak mitotikusan. A keletkezett sejtmagokból alakulnak ki az aszkospórák az aszkuszon (tömlőn) belül.  Az aszkospórák a megfelelő időjárási körülmények között kiszóródnak és új fertőzéseket indítanak. A terjedésben (és gyakran a faj áttelelésében is) a konídiumoknak (és a micéliumnak) van fontosabb szerepe.
A termőtestben keletkező aszkuszok száma és az azokban képződő spórák száma csoportonként (nemzetségre, esetleg fajra) jellemző bélyeg lehet. A kazmotéciumok a legtöbb esetben függelékeket hordoznak, amelyek alakja szintén jellemző tulajdonság az egyes nemzetségekben, vagy a nemzetségeken belüli kisebb csoportokban. Az egyszerű, hifaszerű függelékek általában a lágyszárú növényeket fertőző lisztharmatokra jellemzők. A fás szárúak kórokozóinak függelékei általában  bonyolultabbak: elágazók, vagy hurkokat, esetleg csavarokat képeznek.
Abban az esetben, amikor a gombák anamorf és teleomorf alakja egyaránt ismert, ezeket együttesen holomorf nak nevezzük. A lisztharmat gombák esetében valósult meg legkorábban az "Egy gomba - egy név" alapelv, amely a tömlősgombák közé helyezi a kevés anamorf formátumú liszharmat gombafajt is (pl. Pseudoidium spp., Erysiphales, Ascomycetes).